# Medalia „Bene Merenti”

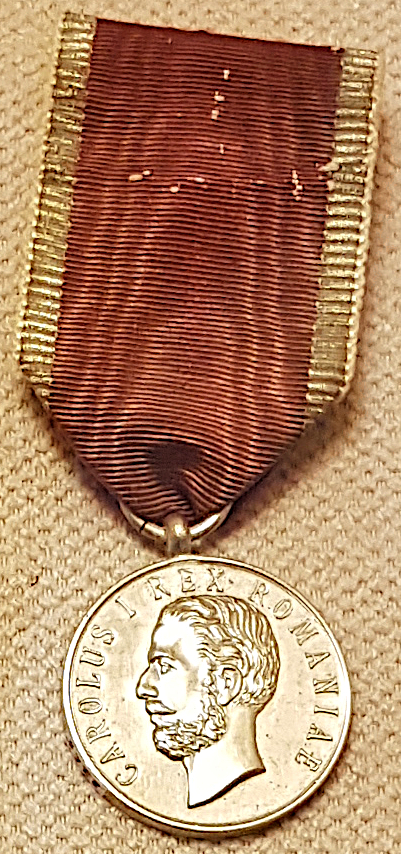
Medalia „Bene Merenti”.

Medalia „Bene Merenti” a fost instituită de către regele Carol I prin Decretul Regal nr. 314 din 20 februarie 1876 (după calendarul iulian), pe vremea când era numai domnitor. Era prima medalie civilă și avea la bază modelul Ordinului Casei de Hohenzollern, din 1857.
Medalia și-a încetat existența la 31 iulie 1931, când a fost înlocuită cu Ordinul „Meritul Cultural”.

## Beneficiari
- Dora d'Istria[4], scriitoare - 4 mai 1876
- Alexandru Philippide, filolog, lingvist, academician - 1900
- Nicolae Teclu[5], academician - 12 aprilie 1905
- Ioan Pușcariu[5], academician - 30 aprilie 1905
- Atanasie Marienescu[5], academician - 30 aprilie 1905
- I. M. Moldovan[5], academician - 30 aprilie 1905
- Florian Porcius[5], academician - 30 aprilie 1905
- Eftimie Antonescu[6]
- Tiberiu Brediceanu[6], compozitor, folclorist
- George C. Dragu[6]
- Dimitrie Gerota[6], medic, profesor universitar
- Nicolae Ghiulea[6]
- N. Homoriceanu[6], colonel, jurist
- Ștefan C. Ioan[6], profesor
- Ioan Lupaș[6], profesor universitar
- Gheorghe Mărdărescu[6], general de corp de armată
- Alexandru Mușătescu[6], jurist
- Ioan Gr. Periețeanu[6], jurist
- Ion Petrovici[6], profesor universitar
- Ion Pillat[6], scriitor
- Gheorghe Popa-Lisseanu[6], scriitor, profesor
- Iacob Potârcă[6]
- Ion Simionescu[6], profesor universitar
- George Tutoveanu[6], profesor universitar
- Ovid Densușianu, profesor universitar, clasa I - 5 iunie 1913
- Adolf de Hertz[7], scriitor, clasa I - 23 iulie 1913, clasa II - 1912
- Mateiu Caragiale[7], scriitor, clasa I - 23 iulie 1913
- Mihail Dragomirescu[7], profesor universitar, clasa I - 23 iulie 1913, clasa II - 1903
- Vasile Mihăilescu[7], profesor la liceul din Craiova, clasa I - 23 iulie 1913
- Alecu Ionescu[7], clasa II - 23 iulie 1913
- Alexandru Lupașcu[7], ofițer, clasa II - 23 iulie 1913
- P. Sturza[7], clasa I - 23 iulie 1913
- Tony Bulandra[7], clasa I - 23 iulie 1913
- Constanta Demetriade[7], actriță, Teatrul Național București, clasa I - 23 iulie 1913
- V. Enescu[7], prim regizor, Teatrul Național din București clasa I - 23 iulie 1913
- Octavian Goga[8], scriitor, clasa I - 13 decembrie 1913
- Eugen Lovinescu[8], scriitor, publicist, profesor, clasa I - 13 decembrie 1913
- Ion Minulescu[8], publicist, clasa I - 13 decembrie 1913
- Nicolas Kostyleff[8], conferențiar la École des hautes études, Paris, clasa I - 13 decembrie 1913
- Bucura Dumbravă, scriitoare[9]
- Timotei Cipariu[10], clasa I - iun/iul 1876
- George Barițiu[10], clasa I - iun/iul 1876